# Bulbostylis viguieri
Bulbostylis viguieri är en halvgräsart som beskrevs av Henri Chermezon. Bulbostylis viguieri ingår i släktet Bulbostylis och familjen halvgräs. Inga underarter finns listade i Catalogue of Life.